# Rose (singel Versailles)
„ROSE” – ósmy singel zespołu Versailles, wydany 4 lipca 2012 roku. Singel wyszedł w dwóch edycjach: regularnej tylko z CD, a także limitowanej zatytułowanej ROSE -5th Anniversary Box- zawierającej DVD z materiałem z koncertu World Tour 2012 -Holy Grail- Grand Final ~Chateau de Versailles~, który odbył się 12 lutego 2012 oraz dokument o historii zespołu.

## Lista utworów
Regularna edycja (CD)
| Nr | Tytuł                                        | Słowa  | Muzyka  | Czas |
| -- | -------------------------------------------- | ------ | ------- | ---- |
| 1. | "ROSE"                                       | Kamijo | Hizaki  | 5:25 |
| 2. | "akayashi -ayakashi-" (jap. 妖 -ayakashi-)   | Kamijo | Masashi | 4:37 |
| 3. | "Love will be born again [Japanese Version]" | Kamijo | Kamijo  | 4:25 |
| 4. | "THE RED CARPET DAY"                         | Kamijo | Teru    | 4:24 |

Limitowana edycja (DVD)
1. History of Descendant of the Rose
2. LIVE from World Tour 2012 -Holy Grail- Grand Final ～Chateau de Versailles～ 2012.2.12

MASQUERADE / Judicial Noir / Thanatos / DRY ICE SCREAM！！ [Remove Silence] / Flowery / Vampire / Remember Forever